# Cyanika (Burera)
Cyanika ist ein Sektor im Nordwesten des Distrikts Burera in der Nordprovinz von Ruanda.

## Geographie
Der Sektor Cyanika hat eine Fläche von 40,0 km² und liegt auf einer Höhe von etwa 2189 m. Er unterteilt sich in die sechs Zellen Gasiza, Gisovu, Kabyiniro, Kagitega, Kamanyana und Nyagahinga. Im Norden grenzt der Sektor an Uganda. Nachbarsektoren in Ruanda sind im Osten Kagogo und im Süden Rugarama. Der äußerste Westen des Sektors liegt innerhalb des Vulkan-Nationalparks.

## Bevölkerung
Nach Stand der Volkszählung von 2022 liegt die Einwohnerzahl bei 44.510. Zehn Jahre zuvor waren es 37.618, was einem jährlichen Bevölkerungszuwachs von 1,7 Prozent entspricht.

## Verkehr
Durch den Südosten des Sektors verläuft die asphaltierte Nationalstraße 17.